# The Soft Parade
The Soft Parade je četvrti album sastava "The Doors" izašao u srpnju 1969. godine. 

## O albumu
Na ovom albumu grupa je gotovo u potpunosti prigrlila komercijalniji pop što je vidljivo u pretjerano orkestriranim aranžmanima i pjesmama "Tell All The People" i "Touch me". Zbog navedenog razloga većina kritičara drži ovaj album za najgori album grupe "The Doors". Međutim, ne može se ovaj album u potpunosti odbaciti jer se na njemu nalazi pjesma "Wild Child", koja je jedna od najrokerskijih pjesama grupe i tradicionalno još jedna "epska" pjesma "The Soft Parade" koja zatvara album.

## Ostale kritike
Postoje i druga razmišljanja o ovom albumu. Pjesma Soft Parade je ozbiljni natjecatelj za najbolju Doors "stvar". Stvar je kompleksno umjetničko djelo koje ima svoj uvod, zaplet, vrhunac i rasplet. Jednostavno rečeno, ovom izvedbom Jim Morrison je ispoljio svoju poremećenu unutrašnjost koja je posrnula pred društvenim i medijskim, te posebno legalnim i sudskim, ratnim utvrdama. Morrison je u Soft Parade u istinskoj, suicidalnoj melankoliji. Mnoge stvari mogu se optužiti da imaju izrazit pop ugođaj, što definitivno nije krivnja Doorsa već manadžera. Kao prvo, essential rarities cd i mnoga druga post mortem izdanja daju uvid kako su The Doors imali mnogo boljih i ozbiljnijih stvari kao što su "Orange county suite", "I will never be untrue", "Summertime", "Mystery train", i mnoge druge. Umjesto spomenutih, tu su se našle skladbe tipa "Do It", "Tell all the people", "Wishful sinful", kao slabije. Drugi razlog zašto se čini da je album pop orijentiran, je komercijalizacija orkestralne glazbe. Naprotiv, neke stvari odlično koriste pratnju orkestra i nikako ne diskriminira orkestralnu glazbu. To je jednostavno bit Doorsa, inteligentna i očaravajuća fuzija kaleidoskopskog ljudskog iskustva ovog čudnog svijeta. 

## Popis pjesama
1. "Tell All the People" 3:21
2. "Touch Me" 3:12
3. "Shaman's Blues" 4:48
4. "Do It" 3:08
5. "Easy Ride" 2:41
6. "Wild Child" 2:36
7. "Runnin' Blue" 2:28
8. "Wishful Sinful" 2:58
9. "The Soft Parade" 8:34

## 2007 reizdanje na CD-u, bonus skladbe
1. "Who Scared You" – 3:58
2. "Whiskey, Mystics and Men" (verzija 1) – 2:28
3. "Whiskey, Mystics and Men" (verzija 2) – 3:04
4. "Push Push" – 6:05
  - prethodno nepoznato
5. "Touch Me" (dijalog) – 0:28
6. "Touch Me" – 3:40

## Singlovi
- "Touch Me / Wild Child" (#3, prosinac 1968.)
- "Wishful, Sinful / Who Scared You?" (#44, ožujak 1969.)
- "Tell All the People / Easy Ride" (#57, lipanj 1969.)
- "Runnin' Blue / Do It" (#64, rujan 1969.)

## Izvođači
- Jim Morrison – vokal
- Ray Manzarek – klavijature
- Robby Krieger – gitara, vokal (skladba 7)
- John Densmore – bubnjevi
- Curtis Amy – saksofon (skladba 2)
- Reinol Andino – konge
- George Bohanan – trombon
- Harvey Brooks – bas-gitara (skladbe 1, 2, 6, 8)
- Jimmy Buchanan – violina (skladba 7)
- Doug Lubahn – bas-gitara
- Jesse McReynolds – mandolina
- Champ Webb – engliski rog
- Paul Harris – orkestralni aranžmani (skladbe 1, 2 ,6 8)

## Vanjske poveznice
- The Soft Parade na lyricsu  Arhivirana inačica izvorne stranice od 27. svibnja 2005. (Wayback Machine)